# Kanton Ébreuil
Kanton Ébreuil (fr. Canton d'Ébreuil) je francouzský kanton v departementu Allier v regionu Auvergne. Tvoří ho 14 obcí.

## Obce kantonu
- Bellenaves
- Chirat-l'Église
- Chouvigny
- Coutansouze
- Ébreuil
- Échassières
- Lalizolle
- Louroux-de-Bouble
- Nades
- Naves
- Sussat
- Valignat
- Veauce
- Vicq